# Botryarrhena venezuelensis
Botryarrhena venezuelensis är en måreväxtart som beskrevs av Julian Alfred Steyermark. Botryarrhena venezuelensis ingår i släktet Botryarrhena och familjen måreväxter. Inga underarter finns listade i Catalogue of Life.